# Перникская область
Пе́рникская о́бласть (болг. Област Перник) — область на западе Болгарии.
Административный центр — город Перник, расположен к юго-западу от столицы Болгарии — города София.

## География
Площадь территории, занимаемой областью, 2392 км².
Основные реки Струма и Ерма. Средняя высота 720 м.
Перникская область граничит:
- на востоке с областью София и Софийской областью Болгарии;
- на юге с Кюстендилской областью Болгарии;
- на севере и западе с Сербией.

## Административное деление

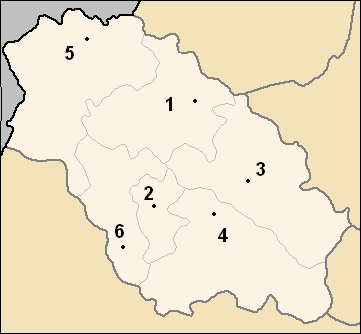
Общины Перникской области

Административно область делится на 6 общин:
1. Община Брезник (7586 человек[2]).
2. Община Ковачевци (2555 человек[2]).
3. Община Перник (101 631 человек[2]).
4. Община Радомир (22 334 человека[2]).
5. Община Трын (4847 человек[2]).
6. Община Земен (3566 человек[2]).

## Население
Население области на 2011 год — 133 560 человек.
В области кроме города Перник, в котором проживают 84 827 жителей, есть ещё 5 городов — Батановци (2362 жителя), Брезник (4234 жителя), Земен (1995 жителей), Радомир (15 437 жителей), Трын (2688 жителей). Также на территории Перникской области расположены 165 сёл(см. сёла Перникской области).
| Этнические группы (2011) | Этнические группы (2011) | Этнические группы (2011) | Этнические группы (2011) | Этнические группы (2011) |
| Этническая группа        |                          |                          | Процент                  |                          |
| ------------------------ | ------------------------ | ------------------------ | ------------------------ | ------------------------ |
| Болгары                  |                          |                          | 96.4 %                   |                          |
| Цыгане                   |                          |                          | 2.8 %                    |                          |
| Другие                   |                          |                          | 0.7 %                    |                          |